# Изяк
Изя́к (выше нижнего течения — Большой Изяк) — река в России, правый приток нижнего течения Уфы. Протекает по Благовещенскому и Уфимскому районам Башкортостана.
Длина реки составляет 72 км. Площадь водосборного бассейна — 704 км².

## Этимология
Как и наименование реки Изяк (правого притока Дёмы в Башкортостане и Шарлыкском районе Оренбургской области), гидроним, возможно, восходит к башкирскому узэк — «ложбина».

## Гидрография
Начинается к юго-востоку от деревни Булатово. Течёт на юг по холмистой, местами поросшей липой и вязом местности. У села Новонадеждино — запружена. В дальнейшем поворачивает на юго-восток, протекает через деревни Каменная Поляна и Трошкино, проходит по восточной окраине крупного липово-осинового леса. После села Ильино-Поляна снова сворачивает на юг. В самых низовьях направляется на юго-восток со скоростью 0,4 м/с. Устье реки находится в 71 км по правому берегу реки Уфа на высоте 89 м над уровнем моря, в лесу у озера Шанкикуль.
Ниже устья Малой Огрязи имеет ширину 5 метров и глубину 1 метр; ниже Турушлы — 38 и 0,8 метра соответственно.

## Притоки
Объекты перечислены по порядку от устья к истоку.
- 25 км: Малый Изяк[9] (лв)
- Казмышла[9] (пр)
- 50 км: Малая Огрязь[9] (пр)
- 52 км: Огрязь[9] (пр)
- Холодный Ключ[9] (лв)
- Коршинка[9] (лв)
- Петлиха[9] (лв)
- Изяк[11] (пр)

## Данные водного реестра
По данным государственного водного реестра России относится к Камскому бассейновому округу, водохозяйственный участок реки — Уфа от Павловского гидроузла до водомерного поста посёлка городского типа Шакша, речной подбассейн реки — Белая. Речной бассейн реки — Кама.
Код объекта в государственном водном реестре — 10010201212111100024015.